# Donald Nunatak
Donald Nunatak (65°5′N 60°6′T / 65,083°N 60,1°T) là một mỏm núi tuyết rộng 2,7 km về phía bắc của Gray Nunatak trong nhóm Seal Nunataks, ngoài khơi bờ biển phía đông của bán đảo Nam Cực. Nó được ghi chép vào năm 1902 bởi Cuộc thám hiểm Nam Cực của Thụy Điển dưới thời Otto Nordenskiöld và được ông đặt tên theo Tiến sĩ CW Donald, bác sĩ và nhà tự nhiên học của tàu trên Active, một trong những tàu của Cuộc thám hiểm săn bắt cá voi, 1892.